# Rincón del Bonete (Ort)
Rincón del Bonete ist eine Ortschaft in Uruguay.

## Geographie
Rincón del Bonete befindet sich auf dem Gebiet des Departamento Tacuarembó in dessen Sektor 10 am Río Negro an der Grenze zum Nachbardepartamento Durazno. Westlich befindet sich Paso de los Toros.

## Infrastruktur
Vor Ort ist das Wasserkraftwerk Represa Hidroeléctrica Dr. Gabriel Terra gelegen.

## Einwohner
Beim Census 2011 betrug die Einwohnerzahl von Rincón del Bonete 54, davon 24 männliche und 30 weibliche. Für die vorhergehenden Volkszählungen der Jahre 1963, 1975, 1985 und 1996 sind beim Instituto Nacional de Estadística de Uruguay keine Daten erfasst worden.
| Jahr | Einwohner |
| ---- | --------- |
| 1963 | -         |
| 1975 | -         |
| 1985 | -         |
| 1996 | -         |
| 2004 | 97        |
| 2011 | 54        |

Quelle: Instituto Nacional de Estadística de Uruguay